# Augustenburgische Bewegung

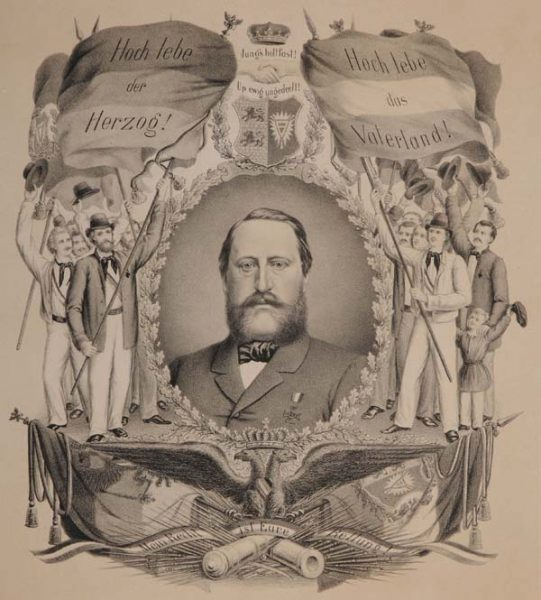
Politische Werbung der Augustenburger 1864 in Schleswig-Holstein: „Jung's holt fast!“, „Up ewig ungedeelt!“, „Mein Recht ist Eure Rettung!“

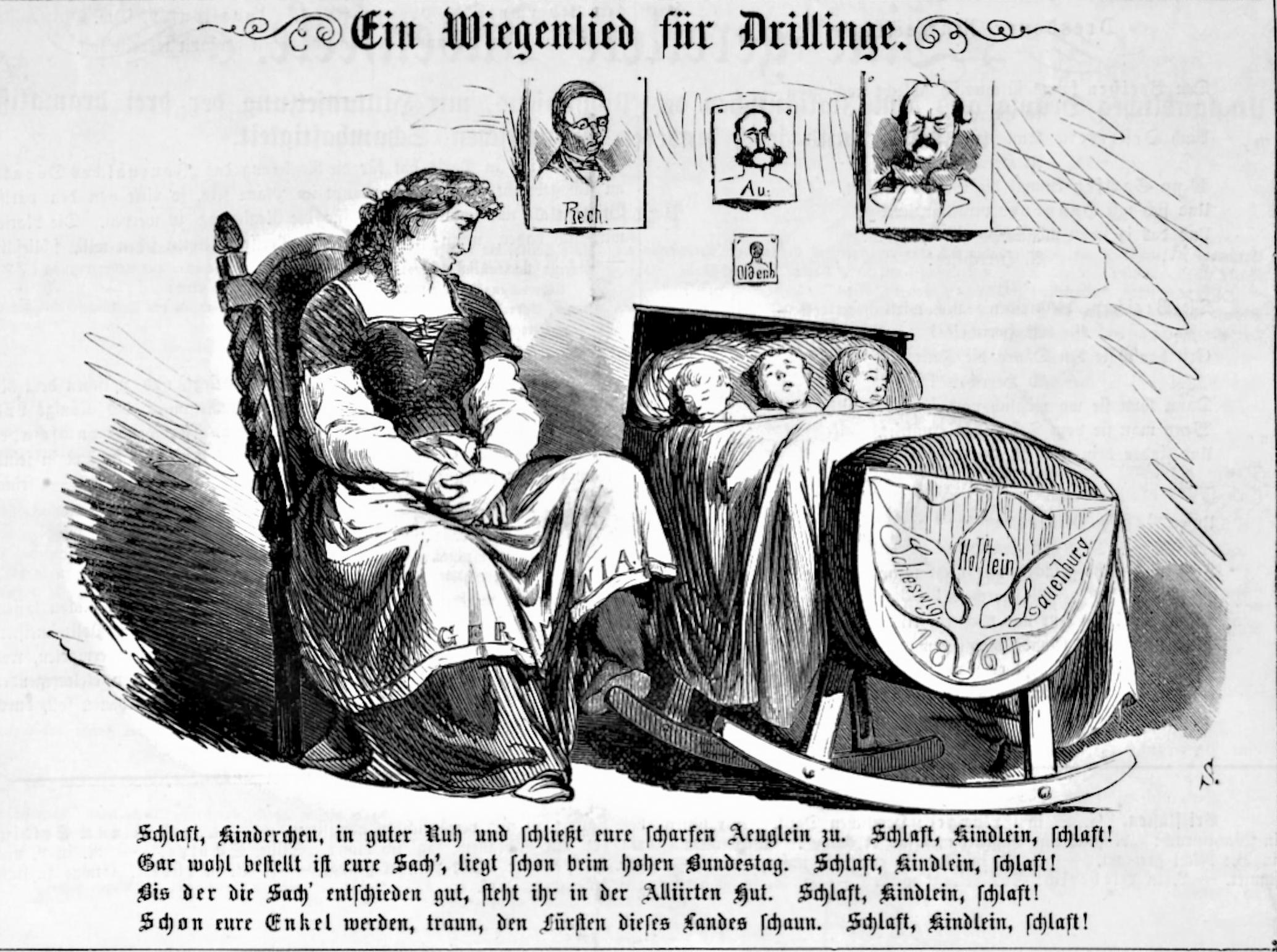
Die schleswig-holsteinisch-lauenburgische Drillingsgeburt im Kladderadatsch 1864: Frau Germania sorgt sich um die drei Herzogtümer. Über der Wiege sieht man Porträts der österreichischen und preußischen Verhandlungsführer, des „Augustenburgers“ sowie des „Oldenburgers“, der ebenfalls Thronansprüche hatte.

Die Augustenburgische Bewegung bezeichnet eine 1863 entstandene politische Strömung in Schleswig-Holstein, die den von der deutschen Bevölkerung getragenen Wunsch nach einem unabhängigen Herzogtum Schleswig-Holstein als Mittelstaat des Deutschen Bundes unter Führung von Herzog Friedrich VIII. von Schleswig-Holstein aus dem Hause Schleswig-Holstein-Sonderburg-Augustenburg befürwortete.

## Geschichte
Seit der Schleswig-Holsteinischen Erhebung 1848/1849 hatten Erbansprüche der Augustenburger Linie des Hauses Oldenburg im Raum gestanden und am 30. Dezember 1863 zur Ausrufung von Herzog Friedrich VIII. als neuem Herzog von Schleswig-Holstein geführt. Zu diesem Zeitpunkt standen die (zum Deutschen Bund gehörenden) Herzogtümer Holstein und Lauenburg bereits unter der (eigentlich gegen Dänemark gerichteten) Bundesexekution von 1863, das Herzogtum Schleswig als Lehen Dänemarks blieb zunächst noch unbesetzt. Am 16. Januar 1864 forderten die beiden Großmächte Österreich und Preußen in einem Ultimatum Dänemark auf, innerhalb von zwei Tagen die Novemberverfassung aufzuheben, die aus deutscher Sicht gegen das Londoner Protokoll von 1852 und gegen die im Vertrag von Ripen formulierte staatsrechtliche Einheit der Herzogtümer („Up ewig ungedeelt“) verstieße. Da dies schon vom reinen Zeitablauf her nicht möglich war, kam es am 1. Februar zum Ausbruch des Deutsch-Dänischen Krieges. Mit der Auflösung des Österreichisch-preußischen Kondominiums in Schleswig-Holstein als Folge des Deutsch-Österreichischen Krieges 1866 kam Otto von Bismarck seinem 1864 formulierten Annexionsplan für Schleswig-Holstein näher. Die konsequente Verfolgung der Augustenburger in Schleswig-Holstein begann unter dem Statthalter Edwin von Manteuffel in den preußisch kontrollierten Teilen des Landes bereits 1864.
Neben den konservativen Befürwortern des dänischen Gesamtstaats gab es um die Mitte des 19. Jahrhunderts in den Herzogtümern Schleswig und Holstein die nationalliberale Bewegung der Eiderdänen. Dänen wie Deutsche standen in dieser Zeit der Bildung von Nationalstaaten in heftigem politischen Gegensatz, aber auch die jeweiligen politischen Lager auf deutscher wie dänischer Seite selbst; so war auch die deutsche Bevölkerung politisch gespalten. Während die eine Gruppe, darunter der in der Ritterschaft unter Führung von Carl von Scheel-Plessen organisierte Adel des Landes, zu Preußen tendierte, lehnte die Augustenburgische Bewegung unter ihren politischen Führern wie Theodor Griebel die Annexion durch Preußen ab und kämpfte noch bis Ende der 1870er Jahre für die staatliche Unabhängigkeit Schleswig-Holsteins im Deutschen Kaiserreich. Griebel gründete mit anderen Liberalen, die die preußische Lösung der Schleswig-Holstein-Frage ablehnten, 1870 die Deutsch-Schleswig-Holsteinische Partei, die auch als „Landespartei“ bezeichnet wurde. Schon vor Griebels Tod 1875 verlor die Augustenburgische Bewegung vor dem Hintergrund der erfolgreichen Deutschen Reichsgründung rapide an Bedeutung.

## Weitere Anhänger der Augustenburgischen Bewegung
- Ferdinand Philipp
- Wilhelm Bahnson